# Бендон (Мічиган)
Бендон (англ. Bendon) — переписна місцевість (CDP) в США, в окрузі Бензі штату Мічиган. Населення — 210 осіб (2020).

## Географія
Бендон розташований за координатами 44°38′14″ пн. ш. 85°50′53″ зх. д. / 44.63722° пн. ш. 85.84806° зх. д. (44.637223, -85.848079).  За даними Бюро перепису населення США в 2010 році переписна місцевість мала площу 5,19 км², з яких 5,19 км² — суходіл та 0,00 км² — водойми.

## Демографія
Згідно з переписом 2010 року, у переписній місцевості мешкало 208 осіб у 87 домогосподарствах у складі 56 родин. Густота населення становила 40 осіб/км².  Було 99 помешкань (19/км²).
Расовий склад населення:
| - 95,7 % — білих - 3,4 % — корінних американців - 0,5 % — чорних або афроамериканців - 0,5 % — азіатів |

До двох чи більше рас належало 0,0 %. Частка іспаномовних становила 0,5 % від усіх жителів.
За віковим діапазоном населення розподілялося таким чином: 22,1 % — особи молодші 18 років, 62,5 % — особи у віці 18—64 років, 15,4 % — особи у віці 65 років та старші. Медіана віку мешканця становила 38,5 року. На 100 осіб жіночої статі у переписній місцевості припадало 92,6 чоловіків;  на 100 жінок у віці від 18 років та старших — 97,6 чоловіків також старших 18 років.
Середній дохід на одне домашнє господарство  становив 40 542 долари США (медіана — 26 528), а середній дохід на одну сім'ю — 51 531 долар (медіана — 53 333). Медіана доходів становила 50 357 доларів для чоловіків та 26 328 доларів для жінок. За межею бідності перебувало 18,9 % осіб, у тому числі 33,3 % дітей у віці до 18 років та 32,6 % осіб у віці 65 років та старших.
Цивільне працевлаштоване населення становило 92 особи. Основні галузі зайнятості: роздрібна торгівля — 42,4 %, освіта, охорона здоров'я та соціальна допомога — 17,4 %, мистецтво, розваги та відпочинок — 9,8 %, транспорт — 7,6 %.